# Толстих Ігор Михайлович
Ігор Михайлович Толстих (нар. 19 жовтня 1956, Маріуполь) — український журналіст та телевізійний менеджер.

## Біографія

### Ранні роки, освіта
Народився 19 жовтня 1956 у м. Маріуполь. Строкову військову службу проходив у Прикордонних військах СРСР (Вірменія). Навчався у Ростовському державному університеті на факультеті журналістики (1977 — 1982).

### Кар'єра
З 1982 року — кореспондент маріупольської міської газети «Приазовский рабочий». Перебував на громадській роботі. З вересня 1991 року — заступник редактора ділової газети «Контакт» (м.Донецьк).
У 1995 — 1997 роках — декан факультету журналістики Донецького інституту соціальної освіти. Протягом 1997 — 1998 керував прес-службою Донецької облдержадміністрації (в часи головування Віктора Януковича). З липня 1998 року — генеральний директор Донецької обласної державної телерадіокомпанії.
З 2004 по 2013 рік працював у НТКУ (віце-президент, заступник генерального директора). З березня 2013 року по березень 2014 року очолював Дирекцію телерадіопрограм Верховної Ради (супутниковий телеканал «Рада»).
Член Спілки журналістів України (з 1990).